# Yosemite Museum
Le Yosemite Museum est un musée de Yosemite Village, dans le comté de Mariposa, en Californie, dans le sud-ouest des États-Unis. Protégé au sein du parc national de Yosemite, au fond de la vallée de Yosemite, il est géré par le National Park Service.
Dessiné par Herbert Maier dans le style rustique du National Park Service alors émergent, le bâtiment qui l'abrite a été construit en 1924-1925 grâce à la Yosemite Museum Association, qui dès 1923 se constitue pour le financer. Ouvert au public le 29 mai 1926, c'est une propriété contributrice au district historique de Yosemite Village depuis la création de ce district historique le 30 mars 1978. Il contribue également au district dit « Yosemite Valley » depuis sa création le 14 décembre 2006.